# Peter Förster (Sozialwissenschaftler)

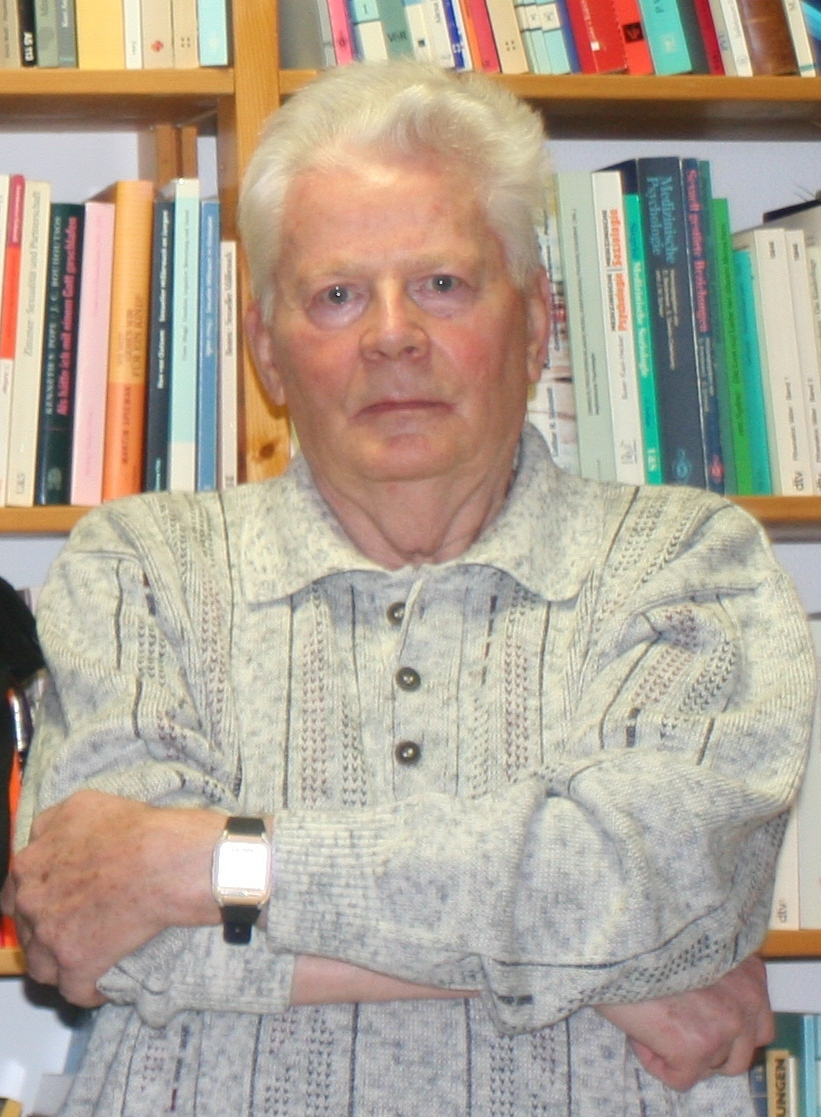
Peter Förster (2007)

Peter Förster (* 13. November 1932 in Leipzig; † 12. September 2023) war ein deutscher Pädagoge und Jugendforscher, der von 1966 bis 1990 im Zentralinstitut für Jugendforschung (ZIJ) der DDR tätig war.

## Leben
Förster besuchte von 1939 bis 1949 die 1. Volksschule und  Petrioberschule in Leipzig. Nach einer Ausbildung zum Fernmeldemonteur (1949 bis 1952) und Besuch der Landespionierleiterschule  Zschorna war er von 1953 bis 1959 als Pionierleiter an der 43. Oberschule in Leipzig tätig. Berufsbegleitend absolvierte er ein Studium der Pädagogik (Fach Geschichte) an der  Karl-Marx-Universität Leipzig. Von 1959 bis 1964 war er Assistent bzw. Oberassistent an der Universität Leipzig. 1964/1965 absolvierte er ein Zusatzstudium in der Sowjetunion.
Ab 1966 arbeitete er als Abteilungsleiter im Zentralinstitut für Jugendforschung. Förster promovierte 1964 (Promotion A) und habilitierte sich 1971 (Promotion B). 1983 wurde er zum Professor für Erziehungstheorie berufen. Seit 1999 war Förster im Ruhestand. Er verstarb am 12. September 2023.
Förster war Mitglied der  SED, des  FDGB und der Gesellschaft für Deutsch-Sowjetische Freundschaft. Er wurde 1976 mit dem Wissenschaftspreis der  FDJ, 1973 mit der Verdienstmedaille der DDR und 1978 mit dem  Vaterländischen Verdienstorden ausgezeichnet.
Förster war seit 1958 verheiratet. Er hat einen 1958 geborenen Sohn und eine 1970 geborene Tochter.

## Leistungen
Förster wirkte an zahlreichen Untersuchungen der Jugendforschung in der DDR mit. Er forschte zur Jugendentwicklung in der DDR bzw. in Ostdeutschland und zu methodologischen und methodischen Fragen der Sozialforschung. Seit 1987 leitete er die Sächsische Längsschnittstudie, eine Panelstudie, die den politischen Mentalitätswandel bei einer identischen Stichprobe junger Ostdeutscher auf ihrem Weg vom DDR- zum Bundesbürger untersucht. Die Studie dokumentiert seit mehr als 30 Jahren das Erleben der deutschen Wiedervereinigung bei mehr als 400 Jugendlichen bzw. jungen Erwachsenen.

## Schriften (Auswahl)
- P. Förster, G. Roski: DDR zwischen Wende und Wahl. Meinungsforscher analysieren den Umbruch. LinksDruck, Berlin 1990, ISBN 978-3-86153-011-4
- P. Förster: Jugendliche in Sachsen auf dem Weg in das vereinte Deutschland. Dokumentation einer Intervallstudie 1987–1992. Friedrich-Ebert-Stiftung, Leipzig 1992.
- W. Friedrich, P. Förster: Jugend im Osten: politische Mentalität im Wandel. Rosa-Luxemburg-Stiftung, Leipzig 1996, ISBN 3-929994-68-2
- P. Förster, W. Friedrich, H. Müller, W. Schubarth: Jugend Ost. Zwischen Hoffnung und Gewalt. Leske & Budrich, Opladen 1993, ISBN 3-8100-1126-6
- W. Friedrich, P. Förster, K. Starke (Hrsg.): Das Zentralinstitut für Jugendforschung Leipzig 1966–1990. Geschichte, Methoden, Erkenntnisse. Edition Ost, Berlin 1999, ISBN 978-3-932180-53-8
- P. Förster: Junge Ostdeutsche auf der Suche nach Freiheit. Leske & Budrich, Opladen 2002, ISBN 978-3-8100-3452-6
- H. Berth, P. Förster, E. Brähler, Y. Stöbel-Richter: Einheitslust und Einheitsfrust. Junge Ostdeutsche auf dem Weg vom DDR- zum Bundesbürger. Eine sozialwissenschaftliche Langzeitstudie von 1987–2006. Psychosozial-Verlag, Gießen 2007, ISBN 978-3-89806-589-4
- P. Förster, Y. Stöbel-Richter, H. Berth, E. Brähler: Die deutsche Einheit zwischen Lust und Frust: Ergebnisse der Sächsischen Längsschnittstudie. Arbeitshefte der Otto Brenner Stiftung, Band 60 (PDF; 1,4 MB). Otto Brenner Stiftung, 2009, Frankfurt am Main ISSN 1863-6934